# Feel Good Inc
Feel Good Inc è un singolo del gruppo musicale britannico Gorillaz, pubblicato il 9 maggio 2005 come primo estratto dal secondo album in studio Demon Days.

## Descrizione
Il brano è caratterizzato da alcune strofe cantate dal gruppo hip hop statunitense De La Soul che con un insolito stile di alternative hip hop unito allo stile britpop del brano si è aggiudicato il Best Pop Vocal Collaboration ai Grammy Awards 2005.

## Video musicale
Il video mostra il gruppo e altri personaggi virtuali lottare per la libertà intellettuale.

## Tracce
CD singolo (Regno Unito)
1. Feel Good Inc – 3:45
2. Spitting Out the Demons – 5:08

CD singolo (Europa)
1. Feel Good Inc (Single Edit) – 3:42
2. Spitting Out the Demons – 5:09
3. Bill Murray – 3:53
4. Feel Good Inc (Video)

CD singolo (Giappone)
1. Feel Good Inc – 3:42
2. Spitting Out the Demons – 5:09
3. Bill Murray – 3:53
4. Murdoc Is God – 2:25
5. Feel Good Inc (Video)

7"
- Lato A

1. Feel Good Inc – 3:45

- Lato B

1. 68 State

DVD
1. Feel Good Inc (Video)
2. Spitting Out the Demons – 5:09 – audio
3. Bill Murray – 3:53 – audio

## Classifiche
| Classifica (2005-25)            | Posizione massima |
| ------------------------------- | ----------------- |
| Australia                       | 3                 |
| Austria                         | 4                 |
| Belgio (Fiandre)                | 52                |
| Belgio (Fiandre)                | 36                |
| Canada                          | 6                 |
| Danimarca                       | 19                |
| Francia                         | 26                |
| Germania                        | 8                 |
| Irlanda                         | 4                 |
| Italia                          | 5                 |
| Lituania                        | 60                |
| Norvegia                        | 4                 |
| Nuova Zelanda                   | 2                 |
| Paesi Bassi                     | 87                |
| Regno Unito                     | 2                 |
| Spagna                          | 1                 |
| Stati Uniti                     | 14                |
| Stati Uniti (adult top 40)      | 18                |
| Stati Uniti (alternative)       | 1                 |
| Stati Uniti (mainstream top 40) | 4                 |
| Stati Uniti (R&B/hip-hop)       | 53                |
| Stati Uniti (rhythmic)          | 17                |
| Svezia                          | 14                |
| Svizzera                        | 12                |

## Riconoscimenti
Premi
- MTV Video Music Awards 2005
  - Breakthrough Video
  - Best Special Effects in a Video
- Grammy Awards 2006
  - Miglior collaborazione vocale pop

Riconoscimenti
- Grammy Awards 2006
  - Registrazione dell'anno
  - Miglior video musicale